# بسیج دانش‌آموزی
بسیج دانش‌آموزی سازمانی شبه‌دولتی است که پیشینه شکل‌گیری آن به سال ۱۳۵۸ و تشکیل بسیج مستضعفین در خلال جنگ ایران و عراق بازمی‌گردد. فرم کنونی بسیج دانش‌آموزی در سال ۱۳۶۹ تأسیس شد. امروزه این سازمان به‌عنوان گسترده‌ترین تشکل دانش‌آموزی در کشور محسوب می‌شود.
به دنبال تشکیل و با انسجام واحد بسیج مستضعفین و شکل‌گیری ساختار و تشکیلاتِ مربوط، دفتر بسیج دانش‌آموزی به‌عنوان رده‌ای مستقل در سازمان بسیج مستضعفین به‌وجود آمد. هم‌اکنون سازمان بسیج دانش‌آموزی در بیشتر مدارس ایران دارای دفتر می‌باشد، که به آن واحد مقاومت بسیج دانش‌آموزی می‌گویند و معادل آن در بسیج مساجد و محلات، پایگاه بسیج می‌باشد. هر واحد بسیج دانش‌آموزی در مدارس از ساختار فرمانده واحد به‌عنوان رکن اصلی واحد و شورای بسیج دانش‌آموزی واحد دبیرستان به‌عنوان زیرمجموعه فرماندهی واحد تشکیل شده‌است. ریاست این سازمان برعهده سرتیپ‌دوم پاسدار مجتبی باستان می‌باشد..

## ساختار سازمانی
سازمان بسیج دانش آموزی در پایین ترین رده خود شامل واحد های بسیج مدارس در سه بخش امیدان،پویندگان و پیشگامان که به ترتیب سه دوره ابتدایی راهنمایی و دبیرستان  شامل میشود وبعد در سطح شهرستان حوزه های مقاومت بسیج دانش آموزی شهرستان  که هم زیر مجموعه ناحیه مقاومت بسیج شهرستان و هم زیر مجموعه سازمان بسیج دانش آموزی استان میشود و در سطح بالاتر سازمان بسیج دانش آموزی کشور میشود .           البته طی هماهنگی  های سازمان بسیج دانش آموزی مرکزی قرار است به زودی سازمان های استانی همانند ناحیه های بسیج دانشجویی به ناحیه تبدیل بشوند.

### هیئات اندیشه ورز شهرستان و مجامع همفکری استانی
فرماندهان واحد مدارس یک شهرستان شورای عالی واحد بسیج دانش آموزی آن شهرستان را شکل میدهند این شورا عالیترین مرجع مواضع بسیج دانش آموزی در آن شهرستان است. رییس این شورا نماینده شهرستان خود در مجمع عالی بسیج دانش آموزی استان است. این مجمع استانی چند وظیفه مهم دارد که یکی از مهمترین آنها مطالبه گری از مسئولین استانی برای دانش آموزان است. رییس مجمع عالی بسیج دانش آموزی هر استان مشاور دانش آموزی مدیرکل آموزش و پرورش استان خود است و همچنین بسیاری از مواضع دانش آموزی با تایید او عملی می شود
هیئت رییسه مجمع‌ عالی بسیج دانش آموزی هر استان به مجمع عالی اندیشه ورز بسیج دانش آموزی کشور می رود. این مجمع عالی معادل مجلس شورای اسلامی در حیطه دانش آموزی است که از اختیارات بسیار زیادی برخوردار است که برای دانش آموزان سراسر کشور تصمیم سازی میکند. در این مجمع دانش آموزی، کشور به ۶ منطقه تقسیم می شود که هر منطقه تقریبا از ۵ استان تشکیل شده است. هرکدام از این مناطق نماینده ای دارند که یکی از نخبگان بسیجی است و با مسئولین نظام تعلیم و تربیت کشور در ارتباط است. دهمین دوره این مجمع از ۱۰ آذر ۱۴۰۳ شروع به کار کرده است.

## پیوندها به بیرون
- وبسابه کار کرده استیت سازمان بسیج دانش آموزی